# Peter Dennis
Peter Dennis est un acteur britannique né à Dorking le 25 octobre 1933 et mort le 18 avril 2009 à Los Angeles en Californie.

## Filmographie

### Cinéma
- 1974 : Confessions of a Window Cleaner : le serveur
- 1978 : Le Bel Étalon : Marc
- 1984 : Scandalous : Maître D'
- 1990 : L'Étoffe des blaireaux : Montgomery
- 1990 : Le Voleur d'arc-en-ciel : Winter
- 1995 : Prehysteria! 3 : le conducteur prétentieux
- 1997 : The Emissary: A Biblical Epic : Maître
- 1998 : The Effects of Magic : Gough
- 2000 : Second Generation : le conducteur du bus
- 2001 : Shrek : un chasseur d'ogre
- 2003 : Hellborn : Dr Flannery
- 2004 : Sideways : Leslie Brough
- 2006 : Eragon
- 2007 : Man in the Chair : Bernie
- 2007 : Ten Inch Hero : M. Julius
- 2007 : La Légende de Beowulf : voix additionnelles

### Télévision
- 1965 : No Hiding Place : le docteur de la police (1 épisode)
- 1967 : Chapeau melon et bottes de cuir : le détective privé (1 épisode)
- 1973-1976 :  Hadleigh : Sutton (24 épisodes)
- 1974 : New Scotland Yard : Détective Roberts (1 épisode)
- 1974 : Dial M for Murder : Inspecteur Palmer (1 épisode)
- 1978 : Le Club des Cinq : Roland (1 épisode)
- 1982 : Yes Minister : le sous-secrétaire du département des routes (1 épisode)
- 1985-1987 : Signé Cat's Eyes : Hathcott et Desmond Proudfoot (2 épisodes)
- 1988 : Les Douze Salopards : Marshal Montgomery (1 épisode)
- 1988 : La Grande Évasion 2 (The Great Escape II: The Untold Story) de Paul Wendkos et Jud Taylor
- 1991 : Suspect numéro 1 (1 épisode)
- 1992 : Arabesque : Albert (1 épisode)
- 1992 : Murphy Brown : le troisième psychiatre (1 épisode)
- 1992 : Santa Barbara : Dreyfuss Hannibal (4 épisodes)
- 1992 : Melrose Place : le premier bijoutier (1 épisode)
- 1993 : Côte Ouest : Dr Pillinger (1 épisode)
- 1993-1994 : Brisco County : Reginald (2 épisodes)
- 1994 : Agence Acapulco : Dr Monroe (1 épisode)
- 1995 : Sauvés par le gong : La Nouvelle Classe : M. Hataway (1 épisode)
- 1996-2001 : Star Trek: Voyager : Amiral Hendricks et Isaac Newton (2 épisodes)
- 1996 : Townies : le dealer (1 épisode)
- 1996 : Friends : Sherman Whitfield (1 épisode)
- 1997 : Profiler : Dr Joel Kaiser
- 1997 : Tracey Takes On... : Lord Percy (1 épisode)
- 1997 : La Vie de famille : Capitaine Hightower (1 épisode)
- 1997 : Seinfeld : Lew (1 épisode)
- 1999 : Felicity : le fan de Star Wars (1 épisode)
- 1999 : Les Frères Wayans : le commissaire priseur (1 épisode)
- 2000 : Diagnostic : Meurtre : Clifford Swinburn (1 épisode)
- 2001 : Alias : Professeur Bloom (1 épisode)
- 2008 : Urgences : Mosely (1 épisode)

### Jeu-vidéo
- 2005 : Psychonauts : Collie